# Nicolás Raimondi Schiaffarino
 Nicolás Raimondi Schiaffarino  (Montevideo, 5 september 1984) is een Uruguayaans voormalig profvoetballer. Hij speelde als aanvaller.  
Raimondi startte zijn professionele carrière bij de ploeg uit zijn geboortestad, Liverpool Fútbol Club, een ploeg die uitkomt op het hoogste niveau van het Uruguayaans voetbal. Na drie seizoenen bij deze ploeg stapte hij over naar het Chileense CD Antafogasta, een ploeg die net zijn plaats op het hoogste niveau herwonnen had. Na een half seizoen komt hij voor de eerste maal naar Europa en tekent hij bij het Italiaanse AC Venezia. Op het einde van het seizoen komt de ploeg in financiële problemen, wordt failliet verklaard en degradeert uit de Serie B. 
Hij keerde terug naar zijn vaderland en tekende een contract bij een andere ploeg uit zijn geboortestad, Miramar Misiones, een ploeg die ook uitkomt op het hoogste niveau van het  Uruguayaans voetbal.  Na enige maanden zette hij zijn eerste stappen op het hoogste niveau in Peru bij Atlético Universidad, maar toen die ploeg op het einde van het seizoen degradeerde, keerde hij tijdens het seizoen 2005-2006 terug naar de ploeg waar hij zijn carrière startte, Liverpool Fútbol Club. Tijdens het seizoen 2006-2007 stapte hij over naar een andere stadsgenoot en reeksgenoot, Montevideo Wanderers FC.
Op het einde van het seizoen begint hij aan zijn Braziliaans avontuur bij het bescheiden Grêmio Esportivo Brasil, waarvoor hij de heenronde van het seizoen 2007-2008 speelde en tijdens de terugronde bij Avaí FC, dat op het hoogste niveau speelde.
Het daaropvolgende seizoen 2008-2009 stapte hij over naar het Boliviaanse voetbal, Universitario de Sucre.  Bij deze ploeg bleef hij twee seizoenen.
Voor de tweede maal begon hij aan een Europese uitdaging. Ditmaal bij het Cypriotische Ermis Aradippou, waarna hij in 2010 terugkeerde naar Bolivia, bij Club Jorge Wilstermann.
Daarop volgde vanaf seizoen 2010-2011 een derde Europese uitdaging bij de Bulgaarse eersteklasser Lokomotiv Plovdiv.  Tijdens de heenronde van seizoen 2011-2012 bleef de speler zonder ploeg waarna hij voor de terugronde tekende bij de havenploeg FC Cartagena, een Spaanse ploeg uit de Segunda División A.  Tijdens zijn eerste optreden voor deze ploeg tegen Recreativo Huelva scoorde hij onmiddellijk met het hoofd het tweede doelpunt van de met 3-1 gewonnen thuismatch.  Op deze manier waren de supporters onmiddellijk de onfortuinlijke Asier Goiria Etxebarria vergeten, die in anderhalf seizoen maar één kon scoren.  Op het einde van het seizoen zou hij viermaal gescoord hebben in vijftien wedstrijden, maar dit voldeed niet om de ploeg te handhaven.  Op 29 mei 2012 was hij de eerste speler die zijn contract verlengde en de havenploeg volgde naar de Segunda División B.  Hij kreeg echter weinig speelminuten en wanneer hij opgesteld werd verzamelde hij gele en rode kaarten door een te grote agressiviteit.  Daardoor werd hij voor het daaropvolgende seizoen niet meer verlengd.
Na één jaar zonder professioneel contract, keerde hij terug naar zijn geboorteland en tekende bij Rampla Juniors FC.
Voor het seizoen 2015-2016 tekende hij een contract bij CA Torque, een ploeg van het tweede niveau.
Vanaf seizoen 2016-2017 stapte hij over naar reeksgenoot Deportivo Maldonado.  Op het einde van het seizoen eindigde zijn loopbaan.